# 연애의 정령
《연애의 정령》은 2014 수퍼루키 공모전 선정작인 김호드 작가의 웹툰이다.

## 스토리
22세 복학생 문오중 그는 남중 남고 남대를 겪으면서 연애를 해본적이 없다 그런데 연애의 정령이 파견되는데....

## 등장인물
문오중대학생이고 22세 복학생이다 연애를 해본적이 없으며 그것 때문에 연애의 정령이 파견된다
힙제이문오중의 정령 패션이나 여자친구와 첫만남을 도와주는 등 문오중을 도와준다 좋아하는 것은 치킨 빨간 모자를 쓰고 있다 말버릇은 왓더포크!
육경열늘 수영복이랑 상의만 입는다 바지를 입은 모습이 거의 없으며 연애의 정령이 두번째로 파견된다 결국 연애에 실패해 하늘로 올라가고 만다
김비서육경열의 정령 엄청난 깔끔주의자 엄청난 근육질 몸매와 외모를 가지고 있어 경자가 사랑을 하고 있다 하지만 김비서는 완전 거부하는 듯 하다
이동은FU 편의점 부사장이자 근무 고수 현재 FU 편의점 면접에 뽑힌 강진선을 도와주면서 연애의 준비를 한다
수환파크홍도연을 짝사랑한다 하지만 퇴짜 현재 우울증에 빠진 상태다
서지영문오중의 첫 연애 도전자 하지만 군대 간 남자친구가 있어 실패하고 만다
강진선FU편의점 예비 알바 동은에게 도움을 여러 번 받는다 이후 동은이의 여친이 된다
홍도연문오중을 짝사랑한다 과거에는 뚱뚱하였지만 문오중이 군대를 간 사이 엄청나게 살을 뺀다
육경자육경열의 동생 완전 판박이며 김비서를 좋아한다 종종 육경열의 형으로 오해받는다
엄석대